# Guillermo Cristóbal de Hesse-Homburg
Guillermo Cristóbal de Hesse-Homburg (Ober-Rosbach, 13 de noviembre de 1625 - Bingenheim, hoy en Echzell, 27 de agosto de 1681) fue el segundo landgrave de Hesse-Homburg (entonces conocido como "Landgrave de Bingenheim") durante 1648-1669.  
Era el tercer (segundo superviviente) de cinco hijos de Federico I de Hesse-Homburg, y sucedió a su hermano Luis I como landgrave en 1643, pero su madre fue regente hasta 1648.

## Biografía
En 1669, vendió Homburg a su hermano menor Jorge Cristián, pero retuvo Bingenheim (Landgrave de Hesse-Homburg-Bingenheim). Jorge Cristián murió sin herederos, y su hermano más joven sucedió como Federico II, landgrave de Hesse-Homburg.
En Darmstadt el 21 de abril de 1650 Guillermo Cristóbal se casó primero con Sofía Leonor, hija de Jorge II de Hesse-Darmstadt. Jorge II fue su primo hermano, pues ambos eran nietos de Jorge I de Hesse-Darmstadt. Tuvieron 12 hijos, pero solo tres sobrevivieron a la infancia:
- Federico, landgrave hereditario de Hesse-Homburg (Darmstadt, 12 de marzo de 1651 - Homburg v.d.Höhe, 27 de julio de 1651).
- Cristina Guillermina (Bingenheim, 30 de junio de 1653 - Grabow, 16 de mayo de 1722), se casó con Federico de Mecklemburgo-Grabow.
- Leopoldo Jorge (Bingenheim, 25 de octubre de 1654 - Castillo de Gravenstein, Schleswig-Holstein, 26 de febrero de 1678), murió soltero.
- Federico (Bingenheim, 5 de septiembre de 1655 - Bingenheim, 6 de septiembre de 1655).
- Guillermo (Bingenheim, 13 de agosto de 1656 - Bingenheim, 4 de septiembre de 1656).
- Hijo nonato (23 de junio de 1657).
- Carlos Guillermo (Bingenheim, 6 de mayo de 1658 - Bingenheim, 13 de diciembre de 1658).
- Felipe (Bingenheim, 20 de junio de 1659 - Bingenheim, 6 de octubre de 1659).
- Magdalena Sofía (Bingenheim, 24 de abril de 1660 - Braunfels, 22 de marzo de 1720), se casó con Guillermo Mauricio, conde de Solms-Braunfels; entre sus hijos: Cristina Carlota de Solms-Braunfels y Federico Guillermo, príncipe de Solms-Braunfels.
- Hijo nonato (7 de junio de 1661).
- Federico Guillermo (Bingenheim, 29 de noviembre de 1662 - Homburg, 5 de marzo de 1663).
- Hijo nonato (7 de octubre de 1663).

En Lübeck el 2 de abril de 1665 Guillermo Cristóbal se casó por segunda vez con Ana Isabel, una hija del duque Augusto de Sajonia-Lauenburgo. En 1672 se divorciaron y Ana Isabel se retiró, y más tarde murió, en el castillo de Philippseck en lo que hoy en día es Butzbach.